# Zarch (Iran)
Zārch (in persiano زارچ‎) è una città dello shahrestān di Yazd, circoscrizione di Zarch, nella provincia di Yazd in Iran. Aveva, nel 2006, una popolazione di 9.979 abitanti. Si trova circa 10 km a nord-ovest di Yazd.